# Fotorama - Grønlandsekspeditionen
Fotorama - Grønlandsekspeditionen er en dansk dokumentarisk stumfilm fra 1921 med ukendt instruktør.

## Handling
I forbindelse med kryolitskibet FOX II's afrejse fra Danmark den 16. maj 1921 optages nogle spillefilmscener på kajen. Skuespillere ses gående mod skibet og stående på kajen. Ombord er filmdirektør Eduard Schnedler-Sørensen, Peter Freuchen og skuespiller Carl Hillebrandt. Man skal optage en "filmekspedition" på Grønland i samarbejde med Knud Rasmussen. Peter Freuchen med blomster. Mange tager afsked med de rejsende. Der vinkes. Skibet sejler ud af Københavns Havn. Trekroner Søfort ses i baggrunden.